# 埃伯施塔特
埃伯施塔特是德国巴登-符腾堡州的一个市镇。总面积12.50平方公里，总人口3171人，其中男性1534人，女性1637人（2011年12月31日），人口密度254人/平方公里。